# Allan Tornsberg
Allan Tornsberg (født 9. april 1966 i Lynge) er en dansk danser, dansetræner og koreograf.
Tornsberg er oprindeligt uddannet frisør. Sammen med partneren Vibeke Toft vandt han i 1992 VM for amatører i latinamerikanske danse sammen med, og i 1998 vandt han VM i professionel showdans med Carmen Vincelj. Han fik en 3. plads ved VM i latinamerikanske danse for professionelle i 2001. Samme år indstillede han sin karriere i konkurrencedans.
Fra 2006-2010 blev han kendt som dommer i TV 2-programmet Vild med dans, hvor han erstattede Thomas Evers Poulsen. Pga. andre forpligtelser forlod Tornsberg sin stilling som dommer i den ottende sæson af Vild med dans i 2011 og blev erstattet af Nikolaj Hübbe.